# Nokia 5.3
Nokia 5.3 là sản phẩm thuộc phân khúc tầm trung mang thương hiệu Nokia của HMD Global hoạt động dựa trên hệ điều hành Android One. Được công bố vào ngày 19/3/2020 cùng với Nokia 8.3 5G, Nokia 1.3 và Nokia 5310 (2020).

## Thiết kế
Nokia 5.3 được trang bị chip Qualcomm 665 kết hợp với RAM 3, 4 hoặc 6 GB. Bộ nhớ trong 64 GB và có thể mở rộng bằng thẻ MicroSD. Sản phẩm trang bị một NanoSim hoặc 2 NanoSim.
Nặng 185 g và dày 8,5 mm. Màn hình giọt nước và viền dưới có đề tên hãng là Nokia. Nokia 5.3 có một nút Trợ lý Google chuyên dụng ở bên trái của điện thoại, nút này có thể được nhấn để kích hoạt nhanh Trợ lý Google hoặc giữ và thả để Trợ lý Google bắt đầu và dừng nghe. Điện thoại được bán với 3 màu là xám, vàng và xanh ngọc.